# Кариамовые
Кариамовые (лат. Cariamidae) — небольшое древнее семейство птиц, обитающих в Южной Америке. Систематика семейства до конца не ясна, однако исследования ископаемых остатков говорят об их родстве с фороракосовыми (Phorusrhacidae) — древними гигантскими (до 3 м высотой) нелетающими хищниками эпох миоцена и плиоцена, окончательно вымершими около 2 млн лет назад.
В семейство входят два вида из двух монотипических родов. Ранее семейство включали в состав отряда журавлеобразных, но в последнее время выделяют в отдельный отряд кариамообразных (Cariamiformes).

## Описание
Наземные бегающие птицы 70—92 см длиной. Тело удлинённое, с длинной шеей и маленькой головой. Отверстия в затылочной кости черепа отсутствуют. На шее видны длинные перья. На затылке и лобовой части головы имеется хохолок из тонких торчащих перьев. Клюв короткий, широкий, в верхней части заметно шире, слегка загнут вниз. Крылья короткие, закруглённые. Хвост длинный, крайние рулевые перья хвоста короче средних. Ноги также длинные, пальцы на ногах короткие; на втором пальце ноги имеется длинный коготь, который птица способна приподнимать. Оперение у обоих видов рыхлое, бурое с тёмно-серыми полосками, в нижней части более светлое. Половой диморфизм не выражен, то есть самцы и самки выглядят одинаково.

## Распространение
Ареал ограничен Южной Америкой: Бразилией, Аргентиной, Боливией, Парагваем и Уругваем. Вид черноногая кариама (Chunga burmeisteri) занимает южную часть ареала, встречаясь на северо-западе Аргентины, Парагвае и юго-востоке Боливии. Вид хохлатая кариама (Cariama cristata) распространён в большей степени, встречается в центральной и восточной Бразилии, юго-восточной Боливии, Уругвае и северо-восточной Аргентине.
Оба вида живут на открытых пространствах в степях Патагонии, в редколесье. Встречаются в кустарниковых зарослях.

## Образ жизни
Активны в дневное время. Несмотря на то, что способны летать, небольшие перелёты делают крайне редко и неохотно, предпочитая бегать по земле; при этом способны достигать скорости до 60 км/час. Ночь проводят на ветках деревьев или кустарников. Громко кричат, издавая при этом лающие звуки. Для более эффективного крика могут забраться на какое-либо возвышение или ветку дерева. Всеядные хищники, охотятся за насекомыми, змеями, ящерицами, лягушками, небольшими птицами и мелкими грызунами. Кроме животной пищи, питаются зелёными листьями, семенами и плодами растений. Охотятся в одиночку или парами.

## Воспроизводство
Период размножения длится с сентября по май. Пары живут отдельно от других птиц. Гнездо строится на дереве на высоте 1—9 м от земли, в качестве материала используются веточки, скреплённые глиной или навозом животных. Самка обычно откладывает 2 (реже 3) белых с бурыми пятнышками яйца. В насиживании участвуют оба родителя, но преимущественно самка. Инкубационный период длится 24—30 дней. Появившиеся птенцы покрыты бурым пухом и способны покидать гнездо приблизительно через 2 недели. Ухаживают за птенцами как самка, так и самец.